# یوئیچیرو هایاشی
یوئیچیرو هایاشی (انگلیسی: Yuichiro Hayashi؛ زادهٔ) کارگردان فیلم، و هنرمند اهل ژاپن است. وی از سال ۲۰۰۱ میلادی تاکنون مشغول فعالیت بوده‌است.